# Ronde van Romandië 2004
De 58e editie van de Ronde van Romandië werd gehouden van 27 april tot en met 2 mei 2004 in Romandië, het Franstalige deel van Zwitserland. De rittenkoers werd gewonnen door titelverdediger Tyler Hamilton, die ook de afsluitende tijdrit op zijn naam schreef. Van de 117 gestarte renners bereikten 86 coureurs de eindstreep. De ronde gold als de laatste test voor de start van de Ronde van Italië.

## Etappe-overzicht
| etappe | datum    | start             | finish            | afstand  | winnaar          | klassementsleider |
| ------ | -------- | ----------------- | ----------------- | -------- | ---------------- | ----------------- |
| P      | 27 april | Genève            | Genève            | 3,4 km   | Bradley McGee    | Bradley McGee     |
| 1e     | 28 april | Yverdon-les-Bains | Yverdon-les-Bains | 175,2 km | Ján Svorada      | Bradley McGee     |
| 2e     | 29 april | Romont            | Romont            | 156,2 km | Stefano Garzelli | Bradley McGee     |
| 3e     | 30 april | Romont            | Morgins           | 145,7 km | Alexandre Moos   | Alexandre Moos    |
| 4e     | 1 mei    | Sion              | Sion              | 127,7 km | Fabian Jeker     | Tyler Hamilton    |
| 5e     | 2 mei    | Lausanne          | Lausanne          | 20,4 km  | Tyler Hamilton   | Tyler Hamilton    |

## Eindklassementen

### Algemeen klassement
| Plaats    | Naam              | Ploeg                    | Tijd      |
| --------- | ----------------- | ------------------------ | --------- |
| Gele trui | Tyler Hamilton    | Phonak Hearing Systems   | 15u45'44" |
| 2         | Fabian Jeker      | Saunier Duval-Prodir     | + 1' 43"  |
| 3         | Leonardo Piepoli  | Saunier Duval-Prodir     | + 2' 18"  |
| 4         | Tadej Valjavec    | Phonak Hearing Systems   | + 2' 19"  |
| 5         | Dario Cioni       | Fassa Bortolo            | + 2' 33"  |
| 6         | Alexandre Moos    | Phonak Hearing Systems   | + 2' 39"  |
| 7         | Ivan Basso        | Team CSC                 | + 3' 31"  |
| 8         | Francisco Mancebo | Illes Balears-Banesto    | + 4' 32"  |
| 9         | Bradley McGee     | FDJeux.com               | + 5' 08"  |
| 10        | Steve Zampieri    | Vini Caldirola-Nobili R. | + 5' 53"  |
|           |                   |                          |           |
| 15        | Bert De Waele     | Landbouwkrediet-Colnago  | + 10' 17" |

### Puntenklassement
| Plaats      | Naam           | Ploeg                  | Punten |
| ----------- | -------------- | ---------------------- | ------ |
| Groene trui | Tyler Hamilton | Phonak Hearing Systems | 50     |
| 2           | Bradley McGee  | FDJeux.com             | 47     |
| 3           | Ivan Basso     | Team CSC               | 40     |

### Bergklassement
| Plaats    | Naam            | Ploeg                    | Punten |
| --------- | --------------- | ------------------------ | ------ |
| Rode trui | Sven Montgomery | Team Gerolsteiner        | 20     |
| 2         | Steve Zampieri  | Vini Caldirola-Nobili R. | 19     |
| 3         | Tyler Hamilton  | Phonak Hearing Systems   | 18     |

### Sprintklassement
| Plaats     | Naam            | Ploeg                  | Tijd |
| ---------- | --------------- | ---------------------- | ---- |
| Witte trui | Bradley McGee   | FDJeux.com             | 9    |
| 2          | Tyler Hamilton  | Phonak Hearing Systems | 9    |
| 3          | Iñigo Landaluze | Euskaltel-Euskadi      | 7    |

### Ploegenklassement
| Plaats | Ploeg                  | Tijd      |
| ------ | ---------------------- | --------- |
|        | Phonak Hearing Systems | 47u22'11" |
| 2      | Saunier Duval-Prodir   | + 7' 25"  |
| 3      | Team CSC               | +17' 41"  |

## Uitvallers

### 1e etappe
- Xabier Zandio (Illes Balears-Banesto)
- Eric Berthoud (RAGT Semences-MG Rover)

### 2e etappe
- Nicolas Inaudi (Ag2r-Prevoyance)[1]
- Antonio Colom (Illes Balears-Banesto)[1]
- Santo Anza (Landbouwkrediet-Colnago}
- Gabriele Balducci (Saeco)
- David de la Fuente (Saunier Duval-Prodir)

### 3e etappe
- Gerrit Glomser (Saeco)
- Giampaolo Cheula (Vini Caldirola-Nobili Rubinetterrie)[1]

### 4e etappe
- Johan Verstrepen (Landbouwkrediet-Colnago)[1]
- Alessandro Petacchi (Fassa Bortolo)[1]
- Martin Elmiger (Phonak Hearing Systems)
- Nicolas Portal (Ag2r-Prevoyance)
- Florent Brard (Chocolade Jacques-Wincor Nixdorf)
- Zbigniew Piatek (Chocolade Jacques-Wincor Nixdorf)
- Maksim Roedenko  (Chocolade Jacques-Wincor Nixdorf)
- Michael Blaudzun (Team CSC)
- Fränk Schleck (Team CSC)
- Joseba Albizu (Euskaltel-Euskadi)
- Gorka González (Euskaltel-Euskadi)
- Aitor González Jiménez (Fassa Bortolo)
- Sandy Casar (FDJeux.com)
- Volker Ordowski (Gerolsteiner)
- Luciano Pagliarini (Lampre)
- Stefano Casagranda (Saeco)
- Joaquim Rodríguez (Saunier Duval-Prodir)
- Marco Zanotti (Vini Caldirola-Nobili Rubinetterrie)

### 5e etappe
- Uwe Peschel (Gerolsteiner)[1]
- Mariano Piccoli (Lampre)[1]
- Massimo Strazzer (Saunier Duval-Prodir)[1]
- Alex Zülle (Phonak Hearing Systems)[1]

Mannen: 1947 · 1948 · 1949 · 1950 · 1951 · 1952 · 1953 · 1954 · 1955 · 1956 · 1957 · 1958 · 1959 · 1960 · 1961 · 1962 · 1963 · 1964 · 1965 · 1966 · 1967 · 1968 · 1969 · 1970 · 1971 · 1972 · 1973 · 1974 · 1975 · 1976 · 1977 · 1978 · 1979 · 1980 · 1981 · 1982 · 1983 · 1984 · 1985 · 1986 · 1987 · 1988 · 1989 · 1990 · 1991 · 1992 · 1993 · 1994 · 1995 · 1996 · 1997 · 1998 · 1999 · 2000 · 2001 · 2002 · 2003 · 2004 · 2005 · 2006 · 2007 · 2008 · 2009 · 2010 · 2011 · 2012 · 2013 · 2014 · 2015 · 2016 · 2017 · 2018 · 2019 · 2020 · 2021 · 2022 · 2023 · 2024 · 2025
Vrouwen: 2022 · 2023 · 2024 · 2025